# Yakima Park Stockade Group
Le Yakima Park Stockade Group – ou Sunrise Blockhouse Complex – est un district historique à Sunrise, dans l'État de Washington, aux États-Unis. Situé dans le parc national du mont Rainier, il est inscrit au Registre national des lieux historiques et classé National Historic Landmark depuis le 28 mai 1987. 
Le district comprend une palissade et trois bâtiments, le principal étant le Sunrise Visitor Center, un office de tourisme du National Park Service. Ces éléments construits dans le style rustique du National Park Service sont également des propriétés contributrices au district historique de Sunrise, quant à lui inscrit au Registre national des lieux historiques depuis le 13 mars 1991.